# Lisa Fonssagrives
Lisa Birgitta Bernstoneová (17. května 1911 Uddevalla – 4. února 1992 New York) byla švédská modelka.

## Život
Narodila se 17. května 1911 ve městě Uddevalla, ve švédské provincii Västra Götaland jako dcera zubaře Samuela Josefa Bernstoneho (rodným jménem Anderson) a zdravotní sestry Ester Bernstonoevé. Její matka ve svém volném čase hodně tkala a její otec maloval. Rodiče ji už od mládí vedli k umění a často ji brali na různé umělecké výstavy. 
Poté, co v roce 1931 absolvovala taneční lekce na Mary Wigman Schule v Berlíně, vyhrála taneční soutež v Paříži a rozhodla se zde zůstat. Dál se věnovala tanci a začala navštěvovala i školu akrobacie. Stále však toužila po úspěšné baletní kariéře.
V roce 1933 se poprvé setkala s tanečním instruktorem Fernandem Fonssagrivesem, za kterého se o dva roky později provdala. Oba se však tanci brzy přestali věnovat a začali hodně cestovat. Její manžel chtěl udělat kariéru jako fotograf a když zrovna nehledal vhodnou krajinu, fotografoval svou manželku, která se stala jeho modelkou.
V roce 1936 se však Lisa potkala s německým fotografem Willy Maywaldem, který jí brzy dostal do několika významných módních časopisů. Po velikém úspěchu s fotografiemi pro časopis Vogue se její kariéra rozjela naplno, ale kvůli válce se musela odstěhovat do Spojených států. I zde ve své kariéře dál pokračovala a jako světově první supermodelka, se modelingu věnovala až do konce 50. let.
V roce 1950 se však se svým manželem rozvedla, ale ještě téhož roku se provdala za dalšího fotografa Irvinga Penna, se kterým nadále žila na Long Islandu v New Yorku. Po ukončení své kariéry se vrátila k sochařství a některá z jejích děl se objevila i na výstavách.
Lisa Fonssagrives zemřela 4. února 1992 ve věku 80 let.